# Santa Clara de Saguier
Santa Clara de Saguier is een plaats in het Argentijnse bestuurlijke gebied Castellanos in de provincie Santa Fe. De plaats telt 2.401 inwoners.